# 風の盆恋歌
『風の盆恋歌』（かぜのぼんこいうた）は高橋治の恋愛小説。また、それを原作にしたテレビドラマ・舞台・漫画作品・モチーフに書かれたなかにし礼作詞・石川さゆり歌唱のシングル曲。

## 概要
雑誌「小説新潮」1984年6月号・7月号に「崖の家の二人」というタイトルで発表された。翌年5月『風の盆恋歌』に改題して単行本が出版された。富山県富山市八尾町で毎年9月に開催される「おわら風の盆」の祭りをテーマにした小説作品。

## テレビドラマ

### 1986年版
1986年8月29日、フジテレビ系列『金曜女のドラマスペシャル』枠で制作・放送された。現在は横浜市にある放送ライブラリーにて無料で視聴できる。
キャスト
- 佐久間良子
- 中井貴恵
- 佐藤オリエ
- 風見章子
- 梅津栄
- 丸山秀美
- 中村幸子
- 武岡淳一
- 松鉄雄
- 高尾真澄
- 関井早苗

- 田村高廣
- 木戸久路
- 新美勝
- 岡野奈穂子
- 麻生美衣
- 岸上圭吾
- 小寺大介
- 宮寺康夫
- 竹内靖
- 尾田さとみ
- 近藤洋介
- 高橋幸治

スタッフ
- プロデューサー：佐々木孟
- 原作：高橋治
- 脚本：山田信夫
- 音楽：津島利章
- 技術：加賀屋寛
- 撮影：山下悟
- 照明：藤原武夫
- 映像：山本米勝
- 録音：市村雅彦
- 編集：今村信男

- 効果：宮下博行
- 美術：岸聡光
- デザイン：深井保夫
- 美術：小林英士
- スチール：小鮒利也
- 記録：河島東史子
- 演出補：塚田哲也
- 進行：太田裕輝
- 制作：小沢康彦、小池孝男
- 演出：小田切成明
- 製作：フジテレビジョン、関西テレビ放送、アズバーズ、富山テレビ放送、松竹

### 1988年版
1988年9月4日の4:30 - 5:30に、NHK-BS2（ただし本放送開始前のため試験放送であった）で中継ドラマ『越中おわら風の盆〜高橋治原作「風の盆恋歌」より』が放送された。構成は川崎洋。「風の盆」最大の盛り上がりを迎える9月4日未明から明け方まで生中継し、その映像に男女二人が演じる小説の音声ドラマを重ねた。
この番組は1993年のギャラクシー賞制定30周年のおり、ギャラクシー賞30周年記念賞を受賞した。また、2005年9月4日にはNHK総合テレビ『NHKアーカイブス』にて再放送された。
声の出演
- 佐藤慶
- 加賀まりこ
- 吉宮君子

## 舞台
1988年、帝国劇場において上演された。翌年、再演。
上演期間
- 1988年11月2日 - 11月28日（東京帝国劇場）
- 1989年8月1日 - 8月27日（名古屋御園座）

スタッフ
- 原作：高橋治
- 脚本：堀越信
- 演出：堀井康明

キャスト
- 佐久間良子
- 永島敏行
- 南野陽子
- 丹阿弥谷津子
- 小林綾子
- 松山政路
- 青山良彦
- 大橋芳枝
- 松田隆男
- 永吉京子
- 名古屋章

## 楽曲
1989年に発売された石川さゆりのシングルである。発売元は日本コロムビア。

### 概要 (楽曲)
- 高橋治の小説『風の盆恋歌』をモチーフに、なかにし礼はこの曲の歌詞を書き上げた。「おわら風の盆」を扱った富山市のご当地ソング。
- この曲で、1989年末の「第31回日本レコード大賞」最優秀歌唱賞（1985年の「波止場しぐれ」以来4年ぶり2回目）などの音楽賞を獲得した。
- 「第40回NHK紅白歌合戦・第2部」では、石川自身初の紅白大トリを務めた（自身の紅組トリは1986年の「天城越え」以来3年ぶり2回目）。
- それから9年後の1998年「第49回NHK紅白歌合戦」でも、同曲を再び歌唱披露している。

### 収録曲
1. 風の盆恋歌
作詞：なかにし礼/作曲：三木たかし/編曲：若草恵
2. 女の山河
作詞：なかにし礼/作曲：三木たかし/編曲：川口真
  - 日本テレビ系テレビドラマ「花ちりめん」主題歌。

## 漫画
- 風の盆恋歌（ジュディーコミックス、2001年1月発売）
  - 2000年6月号 - 10月号にかけて雑誌「Judyオリジナル」に連載された。キャラクターの年齢は原作より下げられている。
  - 原作：高橋治、作画：石塚夢見。